# Michael Timothy Good
Michael Timothy Good (* 13. Oktober 1962 in Parma, Ohio, USA) ist ein ehemaliger US-amerikanischer Astronaut.

## Beginn der Karriere
Good machte seinen Schulabschluss 1980 auf der Brecksville-Broadview Heights High School. Daraufhin studierte er Luft- und Raumfahrttechnik an der University of Notre Dame und schloss 1984 mit einem Bachelor ab, seinen Master erwarb er 1986 ebendort.
Er arbeitete daraufhin als Testpilot der US Air Force und war bei dieser Tätigkeit an der Weiterentwicklung der F-111 und des B-2-Bombers beteiligt.

## NASA
Im Jahr 2000 wurde er in die 18. Astronautengruppe der NASA gewählt und zwei Jahre lang als Missionsspezialist ausgebildet. Sein Spezialgebiet ist die technische Unterstützung von Weltraumarbeiten. 

### STS-125
Good nahm als Missionsspezialist an der Space-Shuttle-Mission STS-125 teil, die am 11. Mai 2009 zur letzten Wartung des Hubble-Weltraumteleskops startete. Die Landung erfolgte am 24. Mai 2009 auf der Edwards Air Force Base.

### STS-132
Am 11. August 2009 wurde Good in die Mannschaft von STS-132 nachnominiert. Er ersetzte Karen Nyberg, die aus nicht näher erläuterten medizinischen Gründen aus der Mannschaft genommen wurde. Der Start erfolgte am 14. Mai 2010. Good führte zwei Außenbordeinsätze durch: einen am 19. Mai mit Stephen Bowen, den anderen am 21. Mai mit Garrett Reisman. Dies war der vorletzte Flug der Raumfähre Atlantis.
Am 31. Mai 2019 ist Michael Good bei der NASA ausgeschieden.

## Zusammenfassung
| Nr | Mission | Funktion           | Flugdatum | Flugdauer     |
| -- | ------- | ------------------ | --------- | ------------- |
| 1  | STS-125 | Missionsspezialist | 2009      | 12d 21h 38min |
| 2  | STS-132 | Missionsspezialist | 2010      | 11d 18h 28min |

## Privat
Good ist verheiratet und hat drei Kinder. Seine Hobbys sind Familienaktivitäten, Golf und Jogging.